# Margareta de Bar
Margareta de Bar (n. 1220–d. 1275) 
a fost contesă de Luxemburg ca urmare a căsătoriei cu contele Henric al V-lea de Luxemburg.

## Familia
Margareta era fiică a contelui Henric al II-lea de Bar cu soția acestuia, Filipa de Dreux. Bunicii ei pe linie maternă erau contele Robert al II-lea de Dreux și Iolanda de Coucy, iar pe linie paternă Theobald I de Bar și Ermesinda de Bar-sur-Seine. Margareta era cea mai vârstnică dintre cei șapte copii ai lui Henric cu Filipa, printre frații săi numărându-se și Theobald al II-lea de Bar.

## Căsătorie
Margareta a fost căsătorită cu contele Henric al V-lea de Luxemburg, într-un moment în care ea avea 21 de ani, iar soțul ei 24.
Margareta i-a adus lui Henric Ligny-en-Barrois ca zestre, deși, printr-o clauză din contractul de căsătorie, orașul a rămas sub suzeranitatea feudală a comitatului de Bar. Nesatisfăcut de această clauză, Henric a prestat omagiu în 1256 lui Theobald al II-lea al Navarrei, în calitatea acestuia de conte de Champagne (ca Teobald al V-lea). Fratele Margaretei, Theobald al II-lea de Bar, a profitat de conflictul care se năștea pe atunci între ducele Frederic al III-lea de Lorena (vărul lor) și episcopii de Metz și a luat partea episcopului. În schimb, soțul Margaretei, Henric al V-lea era un susținător al ducelui loren. Henric a fost capturat în bătălia de la Prény din 14 septembrie 1266. În 8 septembrie 1268, regele Ludovic al IX-lea al Franței a intervenit ca arbitru între cei doi conți, drept pentru care Henric a fost eliberat și repus în stăpânirea asupra Ligny, însă sub suzeranitatea conților de Bar.
Margareta și Henric au avut următorii copii:
- Henric (d. 1288), moștenitor în comitatul de Luxemburg
- Waleran (d. 1288), devenit conte de Ligny și Roussy
- Isabela (n. 1247–d. 1298), căsătorită cu Guy de Dampierre, conte de Flandra
- Filipa (n. 1252–d. 1311), căsătorită cu Ioan al II-lea d'Avesnes, conte de Hainaut și de Olanda
- Margareta
- Felicitas
- Ioana (d. 1310), abatesă de Clairefontaine

Margareta și Henric au încheiat pace cu Guy de Dampierre prin căsătoria acestuia cu fiica lor, Isabela. Cealaltă fiică a lor, Filipa s-a căsătorit cu Ioan al II-lea de Hainaut, devenind bunici față de Filipa de Hainault (regină a Angliei) și de Margareta a II-a de Hainaut.
Margareta a murit în 1275, cu șase ani înaintea soțului ei.